# Hotagen (sjö)
Hotagen är en långsträckt sjö i Krokoms kommun i Jämtland och ingår i Indalsälvens huvudavrinningsområde. Sjön är 71 meter djup, har en yta på 45,4 kvadratkilometer och befinner sig 313,1 meter över havet. Hotagen ligger i Hårkan Natura 2000-område. Sjön avvattnas söder av Hårkan till Indalsälven.

## Delavrinningsområde
Hotagen ingår i delavrinningsområde (708643-143401) som SMHI kallar för Utloppet av Hotagen. Medelhöjden är 374 meter över havet och ytan är 201,7 kvadratkilometer. Räknas de 248 avrinningsområdena uppströms in blir den ackumulerade arean 3 106,44 kvadratkilometer. Hårkan som avvattnar avrinningsområdet har biflödesordning 2, vilket innebär att vattnet flödar genom totalt 2 vattendrag innan det når havet efter 257 kilometer. Avrinningsområdet består mestadels av skog (65 procent). Avrinningsområdet har 49,15 kvadratkilometer vattenytor vilket ger det en sjöprocent på 24,3 procent.